# Irene Mountbatten
Irene Frances Adza Mountbatten, Marquesa de Carisbrooke GBE • DStJ (nascida Denison; 4 de julho de 1890 – 16 de julho de 1956) foi a esposa de Alexandre Mountbatten, um membro da família real britânica.
Em 19 de julho de 1917, ela desposou Alexandre Mountbatten (23 de novembro de 1886 – 23 de fevereiro de 1960), filho da princesa Beatriz do Reino Unido, na capela real do Palácio de St. James. Eles tiveram apenas uma filha:
- Iris Mountbatten (13 de janeiro de 1920 – 1 de setembro de 1982); com descendência.

Irene morreu no dia 16 de julho de 1956 e foi sepultada na Igreja de St. Mildred em Whippingham na Ilha de Wight.

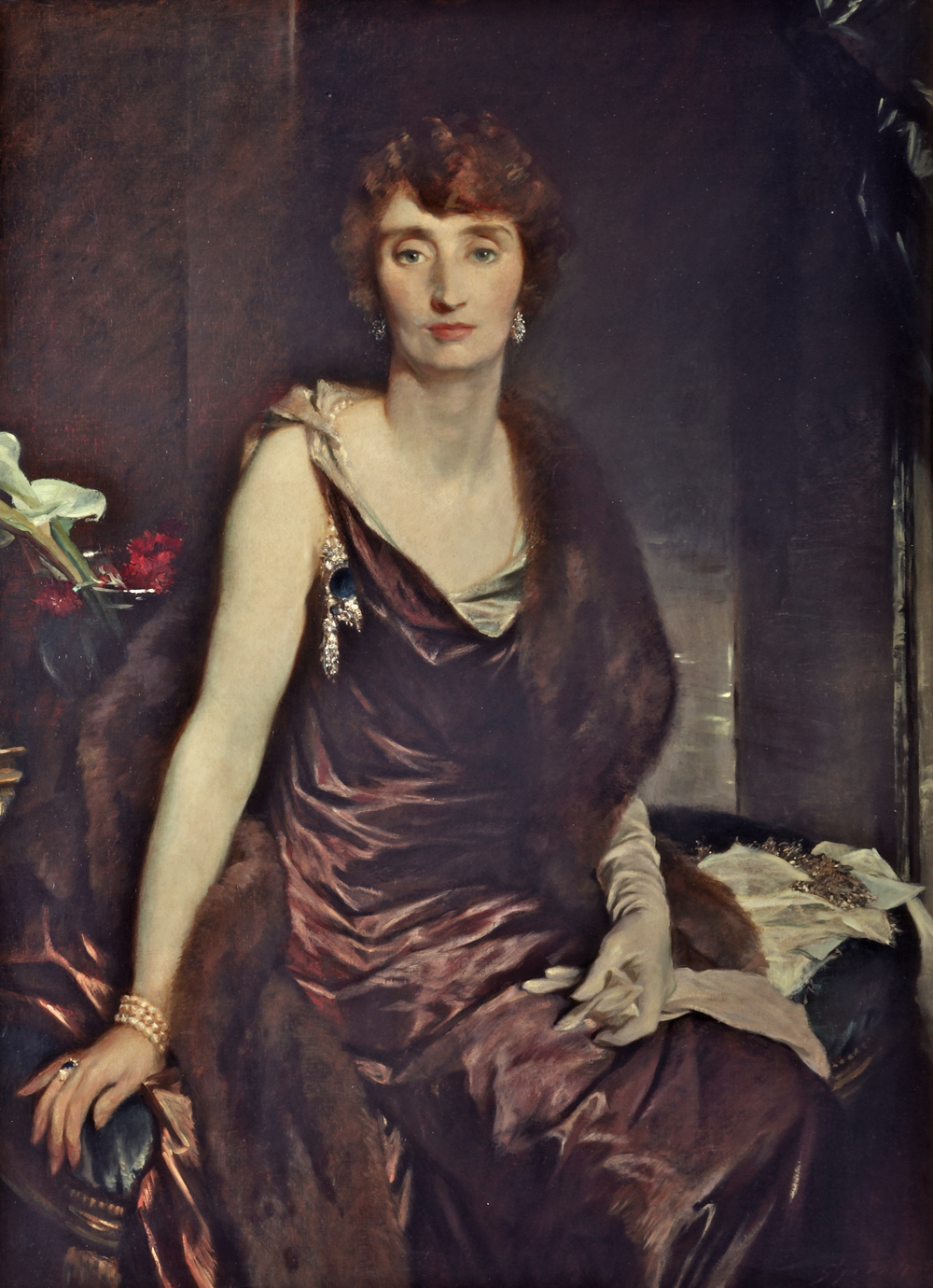
Irene Mountbatten, Marquesa de Carisbrooke, 1925, por Glyn Philpot